# الدوري المكسيكي الممتاز 1990-91
الدوري المكسيكي الممتاز 1990-91 (بالإسبانية: Primera División de México 1990-91)‏ هو موسم من الدوري المكسيكي الممتاز. كان عدد الأندية المشاركة فيه 20، وفاز فيه نادي أونيفرسيداد ناسيونال.